# Clubiona pseudominor
Clubiona pseudominor es una especie de arañas araneomorfas de la familia Clubionidae.

## Distribución geográfica
Es endémica de las Canarias occidentales (España).